# Chris Bigras
Christopher „Chris“ Bigras (* 22. Februar 1995 in Orillia, Ontario) ist ein ehemaliger kanadischer Eishockeyspieler, der im Verlauf seiner aktiven Karriere zwischen 2011 und 2023 unter anderem 279 Spiele in der American Hockey League (AHL) auf der Position des Verteidigers bestritten hat. Darüber hinaus absolvierte Bigras eine Spielzeit bei den Iserlohn Roosters in der Deutschen Eishockey Liga (DEL).

## Karriere

### Jugend
Chris Bigras wurde in Orillia geboren und wuchs im ca. 40 Kilometer entfernten Elmvale auf. Im Jugendbereich spielte er für die Nachwuchsmannschaften der Barrie Colts, ehe er in der Priority Selection 2011 der Ontario Hockey League (OHL) an 41. Position von den Owen Sound Attack ausgewählt wurde. Mit Beginn der Saison 2011/12 lief der Verteidiger für das Team aus Owen Sound auf und nahm darüber hinaus mit dem Team Canada Ontario an der World U-17 Hockey Challenge 2012 teil, bei der die Mannschaft die Bronzemedaille gewann. Nach dem Ende der Spielzeit war Bigras auch Teil der kanadischen Auswahl, die de Goldmedaille beim Ivan Hlinka Memorial Tournament 2012 gewann. In der Saison 2012/13 steigerte er seine persönliche Statistik auf 38 Scorerpunkte in 68 Spielen und wurde infolgedessen für die kanadische U18-Nationalmannschaft nominiert, die bei der anschließenden U18-Weltmeisterschaft 2013 die Goldmedaille gewann. In Folge der überzeugenden Leistungen, die auch eine Einladung zum CHL Top Prospects Game nach sich zogen, wurde Bigras im NHL Entry Draft 2013 an 32. Position von der Colorado Avalanche ausgewählt und dort wenig später mit einem Einstiegsvertrag ausgestattet.
In der Folge verbrachte Bigras noch weitere zwei Jahre bei den Owen Sound Attack in der OHL, wobei er in der Saison 2014/15 mit 20 Toren und 51 Vorlagen persönliche Bestwerte erreichte und ins First All-Star Team der Liga gewählt wurde. Ferner vertrat er die kanadische U20-Nationalmannschaft bei der U20-Weltmeisterschaft 2014 und belegte mit dem Team dort den vierten Platz.

### Profibereich
Nach dem Ende der OHL-Saison 2014/15 wechselte der Verteidiger erstmals ins Farmteam der Avalanche, zu den Lake Erie Monsters aus der American Hockey League (AHL). Bei den Monsters absolvierte er bis zum Ende der Spielzeit sieben Spiele und kam dabei auf vier Assists. Die Saison 2015/16 begann er im Kader der Avalanche und debütierte somit in der National Hockey League (NHL), ehe er von September bis Januar für die San Antonio Rampage, das neue Farmteam der Avalanche aus der AHL, aktiv war. Im Januar 2016 kehrte Bigras dann in den Kader Colorados zurück und kam insgesamt auf 31 NHL-Einsätze.
Im Februar 2018 gab Colorado den Kanadier zur Trade Deadline an die New York Rangers ab und erhielt im Gegenzug Ryan Graves. Nach eineinhalb Jahren dort wechselte er, ohne ein NHL-Spiel für die Rangers bestritten zu haben, im Juli 2019 als Free Agent zu den Philadelphia Flyers. Auch diese setzten ihn zwei Jahre lang ausschließlich bei den Lehigh Valley Phantoms ein, ehe er im August 2021 einen auf die AHL beschränkten Vertrag bei den Wilkes-Barre/Scranton Penguins unterzeichnete. Diese gaben ihn im März 2022 ohne weitere Gegenleistung (future considerations) an die Chicago Wolves ab, mit denen er am Saisonende den Calder Cup gewann, ohne jedoch in den Playoffs zum Einsatz zu kommen. Anschließend wechselte der Kanadier im August desselben Jahres zum kasachischen Hauptstadtklub Barys Astana aus der Kontinentalen Hockey-Liga (KHL), den er allerdings nach nur drei Monaten und 23 Einsätzen Anfang November wieder verließ. Im Dezember desselben Jahres gaben die Iserlohn Roosters aus der Deutschen Eishockey Liga (DEL) seine Verpflichtung bis zum Saisonende bekannt. Anschließend beendete der 28-Jährige seine aktive Karriere.

## Erfolge und Auszeichnungen
- 2013 Teilnahme am CHL Top Prospects Game
- 2015 OHL First All-Star Team
- 2022 Calder-Cup-Gewinn mit den Chicago Wolves

### International
- 2012 Bronzemedaille bei der World U-17 Hockey Challenge
- 2012 Goldmedaille beim Ivan Hlinka Memorial Tournament
- 2013 Goldmedaille bei der U18-Junioren-Weltmeisterschaft

## Karrierestatistik

### International
Vertrat Kanada bei:
- World U-17 Hockey Challenge 2012
- Ivan Hlinka Memorial Tournament 2012
- U18-Weltmeisterschaft 2013
- U20-Weltmeisterschaft 2014

(Legende zur Spielerstatistik: Sp oder GP = absolvierte Spiele; T oder G = erzielte Tore; V oder A = erzielte Assists; Pkt oder Pts = erzielte Scorerpunkte; SM oder PIM = erhaltene Strafminuten; +/− = Plus/Minus-Bilanz; PP = erzielte Überzahltore; SH = erzielte Unterzahltore; GW = erzielte Siegtore; 1 Play-downs/Relegation; Kursiv: Statistik nicht vollständig)